# Qinqiang

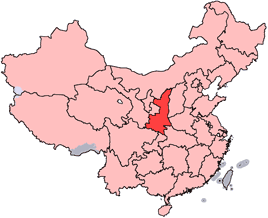
Carte montrant la localisation de la province du Shaanxi en Chine.

Le Qinqiang (chinois : 秦腔 ; pinyin : Qínqiāng) ou Luantan (chinois : 亂彈 ; pinyin : Luàntán) est un opéra chinois folklorique originaire de la province du Shaanxi en Chine, qui constitue il y a des centaines d'années l'État de Qin. Ses mélodies sont originaires des contrées rurales du Shaanxi et du Gansu. Le mot lui-même signifie « le ton ou son de Qin. »
Ce genre utilise des bangzi (blocs de bois) comme instruments d'accompagnement, dont le qinqiang tire son autre nom, l'opéra bangzi. Les mélodies bangzi sont très anciennes et sont à l'origine en Chine des Quatre grandes caractéristiques mélodiques. le plus ancien et le plus influent genre d'opéra en Chine. Le qinqiang est un représentant de l'opéra bangzi et la principale origine des autres opéras bangzi.
Tan Dun, compositeur de l'opéra Le Premier empereur, a fait des recherches sur le qinqiang pour la conception de son œuvre, afin d'apprendre plus sur les « anciens styles vocaux chinois. »

## Histoire
Le qinqiang est banni de Pékin en 1785 par l'empereur de l'époque, Qianlong. Il prend comme prétexte la « suggestion sexuelle de ce genre », mais la véritable raison est que les différences de style des anciennes formes d'opéra dont le qinqiang fait partie, permettent d'incorporer des critiques sociales de la Chine dans les pièces. Toutefois, l'interdiction permet au style de se développer dans les régions en dehors de Pékin, en particulier dans les théâtres du sud-est de la Chine.

## Personnages
Il existe treize types de personnages dans le qinqiang, dont quatre sortes de sheng (homme), six sortes de dan (femme), deux sortes de jing (homme au visage peint) et une sorte de chou (clown). Ces différents types sont connus sous l'appellation 13 Tou Wangzi (十三頭網子).

## Acteurs
- Wei Changsheng

## Répertoire
- Sandixie